# Piet Smits (politicus)
Petrus Augustinus (Piet) Smits (Lage Zwaluwe, 31 juli 1923 – Liempde, 17 november 2002) was een Nederlands politicus van de KVP.
Smits was ambtenaar bij de gemeente Etten-Leur voor hij in 1961 benoemd werd tot burgemeester van de toenmalige Noord-Brabantse gemeente Esch. Eind 1968 volgde zijn benoeming tot burgemeester van Liempde. Hij zou die functie blijven uitoefenen tot 1986 toen hij werd opgevolgd door Gerard Daandels. Ter gelegenheid van zijn afscheid als burgemeester aldaar verscheen een boekje met verzamelde verzen van hem onder de titel Zwerven met de wind.
Vanaf mei 1988 was hij bijna anderhalf jaar waarnemend burgemeester van Hedel. Eind 2002 overleed Smits op 79-jarige leeftijd.